# 新城大桥 (吉林)
新城大桥位于中国吉林省吉林市，是跨越温德河的一座建設中桥梁。于2014年4月15日动工。
大桥全长755米，宽34米，双向6车道。